# Adolf II van Anhalt
Adolf II (16 oktober 1458 - Merseburg, 24 maart 1526) was een Duitse vorst uit de Albrechtse linie van het huis Anhalt. Hoewel hij in xxx toetrad tot de geestelijke stand regeerde hij samen met zijn oudere broer Magnus van 1475 tot 1508 als vorst van Anhalt-Zerbst. In 1507 werd hij verkozen tot coadjutor van Merseburg. Daar volgde hij Tilo van Trotha in 1514 op als prins-bisschop.

## Biografie

### Jeugd
Adolf II was de jongste zoon van Adolf I van Anhalt-Zerbst en Cordula, een dochter van graaf Albrecht III van Lindau-Ruppin. Adolf II kreeg samen met zijn oudere broers en zijn zuster Anna een gedegen opvoeding. Zijn vader stuurde vooral aan op onderwijs over religie, theologie en jurisprudentie. Samen met zijn drie broers begon Adolf II in het winter-semester van 1471 met een studie aan de universiteit van Leipzig.
Adolf I overleed in 1473. Hij werd opgevolgd door zijn broer, Albrecht V. Ondanks hun besluit om toe te treden tot de geestelijke stand, volgden Adolf II en zijn oudere broer Magnus hun oom na diens dood in 1475 op als vorst van Anhalt-Zerbst. Adolfs broer Willem had afgezien van zijn rechten op Anhalt toen hij in 1473 onder de naam "Bruder Ludwig" als monnik toetrad tot de Orde der Franciscanen.

### Vorst van Anhalt
Magnus nam het grootste gedeelte van de regeringstaken van Anhalt-Zerbst op zich, zodat Adolf zich kon richtten op zijn carrière als geestelijke. Tijdens het zomer-semester van 1475 was hij rector van de Universiteit van Leipzig en trad hij toe tot de geestelijke stand. Later werd hij kanunnik en aartsdiaken in het bisdom Hildesheim. In 1489 ontving Adolf de priesterwijding en werd hij kanunnik in Maagdenburg. In 1507 werd hij verkozen tot coadjutor van het prinsbisdom Merseburg. Magnus en Adolf besloten in 1508 af te treden als vorsten van Anhalt-Zerbst. Ze droegen hun gebieden over aan hun verwanten Ernst en Wolfgang uit de Sigismundische linie.

### Bisschop van Merseburg
Na het overlijden Tilo van Trotha in 1514 werd Adolf verkozen tot zijn opvolger als bisschop van Merseburg. Naast het kerkelijk bestuur over het bisdom controleerden de prins-bisschoppen van Merseburg ook een klein gebied rond Merseburg en Lützen als wereldlijk territorium.
Tijdens zijn episcopaat streefde Adolf naar de verbetering van discipline onder de geestelijken en de versterking van de bisschoppelijke autoriteit. Adolf II stond aanvankelijk positief tegenover een aantal ideeën van de kerkhervormer Maarten Luther, zoals zijn rechtvaardigingsleer. Kritiek op het bestuur van de Kerk wees hij echter af. Als kanselier van de universiteit van Leipzig probeerde Adolf in 1519 tevergeefs om het Dispuut tussen Johannes Eck en Maarten Luther te verhinderen. Nadat Paus Leo X Luther in zijn bul Exsurge Domine had veroordeeld, liet Adolf Luthers geschriften in het openbaar verbranden. Ook het lezen van Luthers Bijbelvertaling, die in 1522 werd gepubliceerd, werd door Adolf verboden.
In 1525 moest bisschop Adolf door het uitbreken van de Boerenoorlog naar Leipzig vluchtten. Een groep opstandelingen bezette Merseburg en had zelfs plannen om de immuniteitsgebied van de kathedraal te bestormen. Het kwam echter niet tot plunderingen of geweld tegen de stadsraad. Nadat het boerenleger op 15 mei 1525 in de Slag bij Frankenhausen vernietigend verslagen werd keerde Adolf terug naar Merseburg. In juni werden vier boeren en vier burgers door hertog George van Saksen veroordeeld voor hun aandeel in de opstand en op het marktplein onthoofd.
Bisschop Adolf overleed in 1526. Hij werd begraven in de Dom van Merseburg waar een grafmonument in zijn nagedachtenis geplaatst werd. Adolf werd opgevolgd door Vincent van Schleinitz.